# Arnulf Baumann

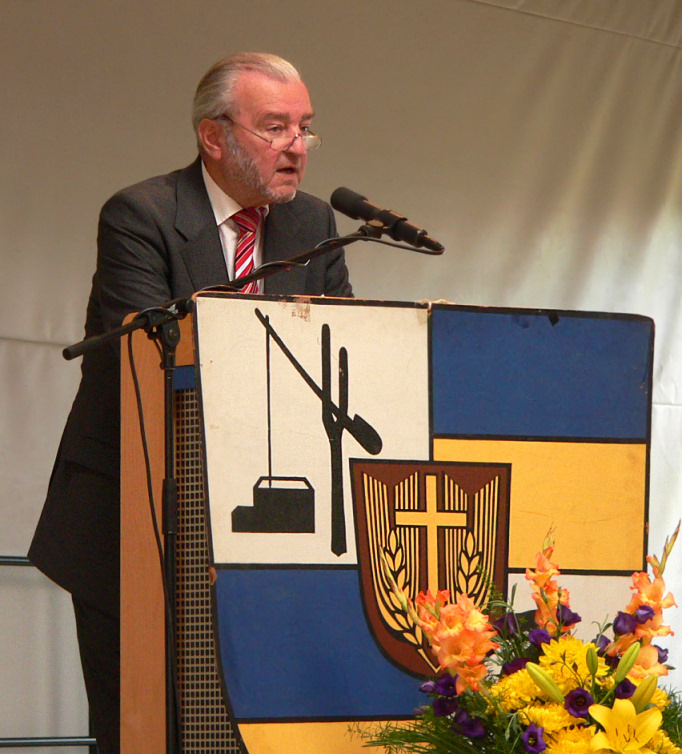
Arnulf Baumann hinter dem Wappen der Bessarabiendeutschen

Arnulf Baumann (* 2. April 1932 in Klöstitz/Bessarabien, heute Wessela Dolyna/Ukraine; † 22. Mai 2022 in Wolfsburg) war ein evangelischer Geistlicher mit bessarabiendeutscher Herkunft.

## Leben
Arnulf Baumann wurde als Kind von Immanuel Baumann und seiner Ehefrau Else, geb. Schulz, in Bessarabien geboren. Sein Vater war Pastor und wurde später als Oberpastor der oberste evangelische Geistliche der Bessarabiendeutschen. Seine Mutter hatte das Evangelisch-deutsche Mädchenlyzeum in Tarutino besucht. Er entstammt damit dem Milieu der in Bessarabien sehr dünnen Schicht des Bildungsbürgertums.
Sein Geburtsort ist die Siedlung Klöstitz in Bessarabien, das in dieser Zeit zu Rumänien gehörte. Sie wurde 1815 von deutschen Auswanderern gründet und hatte 1940 etwa 3.300 Bewohner. Nach der Umsiedlung der Bessarabiendeutschen 1940 kam er mit seinen Eltern in ein Umsiedlungslager in Deutschland und von dort 1941 in das von Deutschland eroberte Wartheland in Polen. Die Familie lebte im Pfarrhaus in Konin, wo der Vater als Ansiedlerpastor und Superintendent deutsche Umsiedler aus Bessarabien in ihrem neuen Ansiedlungsgebiet betreute. In Konin besuchte Arnulf Baumann das Gymnasium. Als im Januar 1945 die Ostfront infolge eines sowjetischen Großangriffs zusammenbrach, flüchtete die Familie nach Deutschland und trennte sich vorübergehend. Das Abitur legte er nach dem Krieg in Alfeld in Niedersachsen ab. Danach studierte er Evangelische Theologie sowie Geschichte in Erlangen, Tübingen, Heidelberg und Göttingen. Seit 1951 war er Mitglied der Burschenschaft der Bubenreuther. In den USA studierte er ein Semester Theologie. In Kanada betreute Baumann 1956 und 1957 vier evangelische Gemeinden. Seine Ehefrau lernte er während seiner Tätigkeit für die Evangelische Akademie Loccum kennen. Zeitweise war er als wissenschaftlicher Assistent an der theologischen Fakultät in Münster tätig. Zwischen 1971 und 1976 war er Referent des Landesbischofs der Evangelisch-lutherischen Landeskirche Hannovers. Von 1976 bis 1997 leitete er das Diakonische Werk in Wolfsburg. Dabei stand er zeitweise vier Alten- und Pflegeheimen, einem Altenerholungsheim und zwei Altenpflegeschulen mit 530 Mitarbeitern vor. In dieser Funktion engagierte er sich für die Spätaussiedlerbetreuung durch Integrationsarbeit.
Arnulf Baumann war verheiratet und hat Kinder. Er lebte in Wolfsburg. Er war Herausgeber der Zeitschrift Friede über Israel und war Mitarbeiter der Evangelischen Zeitung Niedersachsen für Kircheneinrichtungen im Bereich Wolfsburg.

## Bessarabiendeutsches Engagement
Erst in späteren Lebensjahren übernahm Arnulf Baumann intensiv ehrenamtliche Tätigkeiten für die Bessarabiendeutschen. Damit führte er das Wirken seines Vaters Immanuel Baumann nach dessen Tod 1974 fort, um
das kulturelle Erbe der bessarabiendeutschen Bevölkerungsgruppe in Deutschland zu bewahren. Bereits seit 1968 war Arnulf Baumann Herausgeber der Kirchlichen Nachrichten als Beilage des Mitteilungsblattes der Bessarabiendeutschen. 1977 wurde er Bundesvorsitzender des Hilfskomitees der Evangelisch-lutherischen Kirche aus Bessarabien. Seit 1999 war er Mitherausgeber des jährlich erscheinenden Heimatkalenders der Bessarabiendeutschen. Seit der Gründung des Bessarabiendeutschen Vereins 2006 war Baumann stellvertretender Vorsitzender.

## Schriften
- als Herausgeber: Was jeder vom Judentum wissen muß (= Gütersloher Taschenbücher Siebenstern 1063). Mohn, Gütersloh 1983, ISBN 3-579-01063-8 (8., überarbeitete Auflage. (= Gütersloher Taschenbücher Siebenstern. GTB-Sachbuch 788). ebenda 1997, ISBN 3-579-00788-2).
- als Herausgeber: Luthers Erben und die Juden. Das Verhältnis lutherischer Kirchen Europas zu den Juden. Lutherisches Verlagshaus, Hannover 1984, ISBN 3-7859-0497-5.
- Spätaussiedler in Wolfsburg. Herkunft – Integration – Perspektiven (= Texte zur Geschichte Wolfsburgs. Bd. 17, ZDB-ID 236595-9). Stadtarchiv Wolfsburg, Wolfsburg 1988.
- als Herausgeber: Ausgegrenzt. Schicksalswege „nichtarischer“ Christen in der Hitlerzeit (= Schalom-Bücher. Bd. 3). Lutherisches Verlagshaus, Hannover 1992, ISBN 3-7859-0619-6.
- Die Deutschen aus Bessarabien. Hilfskomitee der Evangelisch-Lutherischen Kirche aus Bessarabien, Hannover 2000, ISBN 3-9807392-1-X.
- Neuaufbruch in einer Zeit der Krisen – Wartburgfest und Reformationsjubiläum, in: Harald Lönnecker, Klaus Malettke (Hrsg.): 200 Jahre Wartburgfest. 18. Oktober 1817 – 18. Oktober 2017. Studien zur politischen Bedeutung, zum Zeithintergrund und zum Fortwirken der Wartburgfeier. (= Darstellungen und Quellen zur Geschichte der deutschen Einheitsbewegung im 19. und 20. Jahrhundert. Band 22), Universitätsverlag Winter, Heidelberg 2019, ISBN 978-3-8253-4616-4, S. 111–123.

## Auszeichnungen
- Bundesverdienstkreuz am Bande (1993)
- Kronenkreuz in Gold des Diakonischen Werkes der EKD (1997)
- Silberne Ehrennadel der Landsmannschaft der Deutschen aus Russland (1997)
- Ehrenmitgliedschaft der Franz-Delitzsch-Gesellschaft (2005)
- Goldene Ehrennadel des Bessarabiendeutschen Vereins (2007)